# Kuhmalahti
Kuhmalahti (Kuhmalax in svedese) è un ex comune finlandese di 1 117 abitanti, situato nella regione del Pirkanmaa. Dal gennaio 2011 è confluito nel comune di Kangasala.